# 벽파정
벽파정은 전라남도 진도군 고군면 벽파리 751에 있는 정자이다. 2012년 2월 29일 진도군의 향토문화유산(유형유산) 제8호로 지정되었다.

## 개요
진도군 고군면 벽파리에 있는 벽파정은 고려 희종(熙宗) 3년(1207)에 주로 중국을 왕래하는 국제적 사절을 위로하기 위하여 창건한 정자이다. 이후 조선 세종 11년(1465) 朴厚生 군수가 중건하였다. 현재 벽파정은 없어지고 옛 터 인근에는 '목포해양경찰서 벽파선박출입항대행신고서'건물이 있다.
벽파정은 고려 조선조에 걸쳐 문학누정으로 알려지며 많은 시인묵객들이 거쳐 갔다. 또한 국제사절 뿐만 아니라 발령으로 진도로 들어오고 떠나는 관료들, 유배자들의 작품도 많이 남아 있다. 고려조의 평장사 고조기, 예부상서 채보문, 우관의대부 김신윤, 한림원 학사 김극기와 조선조에 대사헌 김진상, 예조참판 이의철, 병조좌랑 홍 적, 공조판서 임응준, 이조참판 이경의, 신 규. 신백주 등의 작품이 전한다. 또 정언 이주, 대사헌 김정, 전라도관찰사 송인수, 유배에서 풀려나 영의정에 오른 노수신, 우의정 조태채, 정언 조희직 등의 유배인들의 시도 전해지고 있다.